# باول ستيوارت (لاعب هوكي الجليد)
باول ستيوارت (بالإنجليزية: Paul Stewart)‏ هو لاعب هوكي الجليد أمريكي، ولد في 21 مارس 1953 في دورشستر ‏ في الولايات المتحدة.

## وصلات خارجية
- باول ستيوارت على موقع دوري الهوكي الوطني (الإنجليزية)
- باول ستيوارت على موقع EliteProspects.com (الإنجليزية)
- باول ستيوارت على موقع HockeyDB.com (الإنجليزية)
- باول ستيوارت على موقع Hockey-Reference.com (الإنجليزية)